# No Direction Home
No Direction Home är en dokumentär från 2005 regisserad av Martin Scorsese som handlar om Bob Dylan och det inflytande han haft på den amerikanska musiken på 1900-talet. 

## Om filmen
Filmen omfattar inte hela Dylans karriär utan koncentrerar sig på åren mellan Dylans ankomst till New York i januari 1961 till hans motorcykelolycka i juli 1966 som fick honom att "sluta" turnera. Den här perioden innefattar Dylans genombrott som folkmusiker och kontroverserna som följde när han bytte till en mer rockorienterad stil. Filmen visades först på tv både i USA (som en del av PBS serie American Masters) och i Storbritannien (som en del i BBCs serie Arena) den 26 och 27 september 2005. En DVD-version av filmen samt soundtrackalbumet The Bootleg Series Vol. 7: No Direction Home: The Soundtrack släpptes samma månad. Filmens titel kommer från en textrad från Dylans låt "Like a Rolling Stone" från skivan Highway 61 Revisited.
Projektet som senare kom att bli filmen No Direction Home började ta form 1995 när Dylans manager, Jeff Rosen, planerade intervjuer med Dylans vänner och kollegor. Bland de som intervjuades fanns poeten Allen Ginsberg och folkmusikern Dave Van Ronk som båda dog innan filmen var färdig. Dylans gamla flickvän, Suze Rotolo, gav också en sällsynt intervju och hon har senare sagt till musiktidningen Rolling Stone att hon blev väldigt nöjd med filmen. Dylan själv intervjuades under 10 timmar i en avslappnad och öppen konversation med Rosen 2000.
Enligt Rolling Stone hävdar en onämnd person nära projektet att Dylan själv inte var involverad i filmen alls förutom intervjuerna. Arbetet med första delen i Dylans självbiografi Chronicles, Vol. 1 överlappade dock arbetet med No Direction Home men det är svårt att säga hur mycket Chronicles influerade Scorseses film, om den gjorde det alls.
Även om råmaterialet till projektet höll på att samlas in behövde Rosen någon som kunde klippa och forma det till en högkvalitativ film. Martin Scorsese fick erbjudanet att regissera dokumentärfilmen och han accepterade erbjudandet 2001.
Under tiden samlades hundratals timmar historisk film från tiden dokumentären behandlar. Däribland en dålig inspelning med ett band som Dylan hade under high school, hans filmtest för Andy Warhol från 1965 och nyfunna inspelningar från hans kända konsert på Manchester Free Trade Hall den 17 maj 1966 då ett fan skrek "Judas!" till Dylan precis innan han började spela låten "Like A Rolling Stone." Inspelningen som gjordes i färg av D.A. Pennebaker direkt på scenen hittades 2004 i en hög med vattenskadad film i Dylans valv.
På DVD-utgåvans omslagsbild, taget av Barry Feinstein, står Dylan framför terminalen för båtarna som gick över floden Severn. Bilden är tagen i maj 1966 strax innan man öppnade en bro över floden som ersatte färjetrafiken.
No Direction Home fick ta emot en Peabody Award 2006 och en Columbia-duPont Award i januari 2007.
Filmen innehåller intervjuer och foton från artister som influerat Dylan, bland andra:
- John Jacob Niles
- Odetta
- Woody Guthrie
- The Clancy Brothers
- Joan Baez
- Allen Ginsberg
- Pete Seeger
- Dave Van Ronk
- Webb Pierce
- Hank Williams
- Johnny Cash

## Sheltons biografi
- No Direction Home: The Life and Music of Bob Dylan, Robert Shelton, 1986, Da Capo Press reprint 2003, ISBN 0-306-81287-8